# Comportamiento social
Comportamiento social o conducta social en biología, psicología y sociología hace referencia al comportamiento o conducta dirigida hacia la sociedad o que tiene lugar entre miembros de la misma especie (relaciones intraespecíficas). Los comportamientos o conductas que se establecen como relaciones interespecíficas (como la depredación, el parasitismo o la simbiosis) involucran a miembros de diferentes especies y por lo tanto no se consideran sociales. Mientras muchos comportamientos sociales intraespecíficos son parte de una comunicación (comunicación animal) pues provocan una respuesta, o cambio de comportamiento del receptor, sin actuar directamente sobre él; la comunicación entre miembros de diferentes especies no se considera comportamiento social. La forma más original del comportamiento social humano es el lenguaje humano.
En sociología, «comportamiento» (behavior, en idioma inglés) significa actividad similar a la animal, desprovista de significado social o contexto social; en contraste con «comportamiento social» (social behavior), que tiene ambos. En una jerarquía sociológica, el comportamiento social es seguido por la acción social, que se dirige a otras personas y se diseña para inducir una respuesta. Más arriba de esta escala ascendente está la interacción social.

## La conducta
El hombre no es nadie medio de dos realidades distintas que se interrelacionan: su medio material y su medio social. Por esta razón, a través de los siglos, pensadores filósofos y científicos han desarrollado distintas disciplinas del conocimiento para explicar su relación con la naturaleza y su papel dentro de la sociedad.
El ser humano al vivir en la sociedad se ve en la necesidad de organizarse en todos los sentidos, creando estructuras sociales diversas y dinámicas, entidades estas como la forma propia que observa cada cultura para organizar su convivencia: familiar, trabajo, educación, gobierno, ciudad, etc.
El ser humano es social por naturaleza, por lo que vive en grupo con otros individuos, con la intención de protegerse, ayudarse y cooperar en la realización de propósitos comunes; creando al mismo tiempo las condiciones dignas para el crecimiento y desarrollo de su comunidad, así como la realización personal de todos y cada uno de quienes componen dicho grupo.
Desde que somos pequeños aprendemos a comportarnos dentro de la sociedad y a identificar las normas y convenciones que debemos seguir para ser considerados miembros de ella.
La sociedad es el entorno propio de la persona. Solo en ella puede desarrollarse y vivir plenamente, gozando de sus ventajas, como son la compañía, la educación, la diversión, la seguridad, el trabajo colectivo, la protección y la creación de instituciones.
Aristóteles escribió en su libro Política que el ser humano era un animal social. Para el filósofo griego la persona no se podía dividir por una parte en individuo y por otra en ciudadano, sino que es en la sociedad donde el ser humano se hace un ser moral en lo individual y en lo público.
Definición contractual: se definen las habilidades sociales como aquellos comportamientos específicos de la situación que maximizan la probabilidad de asegurar o mantener el reforzamiento o decrecer la probabilidad de castigo o extinción contingente sobre el comportamiento social propio. La premisa que subyace a este tipo de definiciones es la adquisición de habilidades interpersonales específicas que permiten a uno experimentar relaciones con otros que son personal o mutuamente satisfactorias.

## Comportamiento infantil en la sociedad
Así  mismo el comportamiento no única y exclusivamente se basa en el comportamiento entre adultos, si  no también el comportamiento que produce en niños y los factores que lo provocan.
Uno de ellos es el comportamiento infantil basándose en el temperamento de cada quien por ejemplo:
Es difícil saber cómo debe ser el comportamiento normal infantil ya que existe una gran variedad de conductas entre los niños, y cada una de ellas responde a un tipo de carácter, de la cual depende en gran mayoría a su temperamento y a sus circunstancias particulares, parece ser que sí existen en parte genéticamente tales temperamentos. Se dan tres tipos de conducta entre los muy pequeños: agradable en un 40%, reservada en un 15%, y difícil en un 10%. El 35% restante son diversas mezclas de los tres. En todos los casos se habla de términos muy generales.

## Temperamento Agradable y Sociable al entorno
La mayoría de niños en especial bebes son de temperamento agradable, y están por lo regular de buen humor. Se adaptan fácilmente y rápidamente a situaciones nuevas y cambios de rutina. Los niños en esta categoría tienen un horario regular para comer. Cuando tienen hambre o algo les molesta, reaccionan por lo general de forma leve. Cuando estos niños inquietos, encuentran por lo general maneras de calmarse y consolarse solos. Estos bebés son generalmente de buen carácter.	Son felices y regulares en sus ritmos biológicos, por ser fácil estar con ellos, a veces corren el peligro de no ser lo suficientemente atendidos y estimulados.
La crianza de niños de buen carácter es generalmente fácil. Es también una experiencia muy gratificadora. Algunos bebés exigen tan poco que los padres piensan que su bebé no los necesita. Por esta razón, algunos padres pasan menos tiempo estimulando a sus bebés y comunicándose con ellos. Los padres que tienen bebés de temperamento fácil deben tener en mente que sus bebés necesitan mucho tiempo y atención, aun cuando no son muy exigentes.

## Temperamento Reservado o Tímido
Ellos toman la vida con precaución. En lugar de ser físicamente activos, los bebés reservados son más propicios a observar cuidadosamente lo que sucede a su alrededor, es por ello que este tipo de niños son muy observadores. Los bebes con este carácter pueden ser agitados más fácilmente. Cuando esto ocurre, ellos retroceden volteando la mirada o alejándose. Los bebés reservados también reaccionan lentamente y con quietud al hambre y otros malestares. Esto hace que los padres tengan dificultad en saber cuándo sus bebés tienen hambre o están incómodos.	
Los contactos interpersonales tienen mucha importancia en el desarrollo infantil y en el funcionamiento psicológico, escolar y familiar del niño. Desde su relación con sus hermanos en casa y sus primeros contactos con otros niños en la escuela infantil o en la guardería, los niños deben ir construyendo una serie de habilidades sociales, que forman parte de su educación y que de no establecerse de forma adecuada, pueden limitar en muchos aspectos de su funcionamiento, además de producir un gran sufrimiento emocional.

## ¿Qué es la timidez?
Esta definición parece acotar el significado de la palabra, no obstante, el problema reside en que hay otros términos que a menudo se mezclan con el primero y pueden crear cierta confusión terminológica (por ejemplo: retraimiento social; dificultad en la relación social; introversión; falta de asertividad; etc.). Todo ello apunta a la existencia antes señalada de diversas expresiones de la timidez. 
La timidez no debe entenderse como un rasgo de la personalidad que está o no presente, sino que se sitúa a lo largo de un continuo en el que un extremo está el sujeto con una timidez leve, incluso adecuada social ente, a otro extremo en el que se situarían los que presentan síntomas más severos y que pueden desembocar en una fobia social.
Ocurre con frecuencia que los problemas interiorizados suelen ser menos aparatosos y preocupantes que los que expresan de manera externa . En el primer caso los sujetos interiorizan el problema y lo manifiestan con temores, miedo, ansiedad o depresión, mientras que los segundos los exteriorizan mediante conductas externas, disruptivas, que afectan a otras personas y, por tanto, generan mayor perturbación e interés por una intervención psicológica.
Hay también una creencia extendida que no se trata de un problema serio, que probablemente el tímido ha nacido así y que estos síntomas mejorarán con la edad. Esto puede ser verdad en algún caso; en la mayoría se habrá perdido un tiempo precioso. 
También es importante efectuar una distinción entre el niño tímido o retraído del niño triste y deprimido. En el primer caso el niño tiene un funcionamiento “normal” en todas las actividades salvo en aquellas que implican la exposición a las situaciones temidas. Por su parte el niño deprimido presenta un patrón constante en todas las situaciones caracterizadas por escaso interés y capacidad de disfrutar así como apatía, irritabilidad, pérdida de energía, sentimientos de inutilidad, etc. Aunque ambos conceptos se solapan, conviene tener claro los límites de cada uno de ellos, sin olvidar que un niño tímido, que sufre en exceso, puede convertirse en un niño deprimido.
Es muy importante evitar confundir la timidez con condiciones neurológicas o mentales más severas, caso de los trastornos del espectro autista (incluyendo autismo y síndrome de Asperger).

## Temperamento difícil o inquieto
Los niños pequeños son normalmente inquietos y excitables. Su vitalidad simplemente forma parte del ser joven. Aunque pueda ser cansado, no es nada de lo que preocuparse.
A veces los niños pequeños pueden ser tan activos y ruidosos que hacen la vida difícil a sus padres y a otros niños. Un niño así puede ser exigente y puede ser ruidoso, no hacer lo que se le dice y tener dificultades para estar quieto. Los adultos pueden decir que el niño es hiperactivo, pero el problema con esta palabra es que la gente la usa para describir desde lo que podrían ser alborozos normales de un niño a conductas peligrosas como el abalanzarse sobre una carretera con tráfico. Puede que el niño sea demasiado activo en lugar de hiperactivo, casi siempre están ocupados en actividades físicas y se distraen fácilmente.
Frecuentemente responden vigorosamente al hambre y a otros malestares. Su llanto es, a menudo, fuerte e intenso. A veces son difíciles de consolar cuando están inquietos y presentan dificultades para consolarse ellos solos.
Es bueno evaluar a un niño en este caso a fin de descartar un posible cuadro de TDAH.

## Factores que influyen el comportamiento en niños
- Si los padres son infelices, están deprimidos, o preocupados, tienden a prestar menos atención a sus hijos. Puede que vean que no pueden pasar el tiempo necesario para ayudar a sus hijos a jugar de forma constructiva y cuando lo pueden hacer, se pasan casi todo el tiempo diciéndoles que se callen. Los niños aprenden de esto que deben ser traviesos o ruidosos para conseguir algo de atención de su madre o padre.

- Es importante tener reglas sencillas sobre lo que está y no está permitido. Si nunca se dice lo que está permitido o no, los niños pueden aprender a librarse de lo que no les gusta siendo ruidosos o comportándose de forma inadecuada. Puede ayudar a los padres y a los niños el tener unas pocas reglas pero que sean muy claras. Si ambos padres se involucran, necesitan estar de acuerdo sobre estas reglas y ser consistentes y justos cuando digan “no”. Esto ayudará a los niños a saber que se espera de ellos y aprender autocontrol (ver hoja informativa 2 sobre buenas pautas educativas y hoja informativa 4 sobre problemas de conducta).

- Algunos niños tienen dificultades para aprender cosas que a otros niños les parecen fáciles. Pueden necesitar ayuda especial en la escuela. Puede que parezcan muy pequeños para su edad y que no se puedan concentrar en el trabajo escolar o controlar su conducta tan bien como los otros.

- Problemas de audición, un oído taponado es un ejemplo frecuente de un problema de audición. Si un niño tiene un oído taponado puede no oír lo que otras personas le dicen. Tenderán a gritar y querrán subir mucho el volumen de la televisión.

- Algunos niños parecen reaccionar a algunos alimentos volviéndose inquietos e irritables. No es tan común como algunas personas piensan, pero a veces puede ser un problema real. Por lo general, esto suele ocurrir con el azúcar refinada y colorantes alimenticios, aunque también puede suceder en algunos casos con la leche y el gluten (en este último caso en quienes padecen de celiaquía o sensibilidad al gluten no celíaca).

Como conclusión, puede decirse que el comportamiento social es un proceso de comunicación.